# Maggie Steffens
Maggie Steffens (ur. 4 czerwca 1993) – amerykańska piłkarka wodna. Złota medalistka olimpijska z Londynu
Występuje w obronie. W reprezentacji debiutowała w 2009, grała również w juniorskich kadrach. Zawody w 2012 były jej pierwszymi igrzyskami olimpijskimi, Amerykanki triumfowały, w finale pokonując Hiszpanki. Z kadrą brała udział m.in. w mistrzostwach świata w 2011. W tym samym roku zwyciężyła w igrzyskach panamerykańskich.
Waterpolistką i mistrzynią olimpijską jest także jej siostra Jessica.